# محسن احمدی
محسن احمدی، ووشوکار سابق ایرانی است که در بخش تالو فعالیت می‌کرد.او هم‌اکنون سرمربی تیم ملی ووشو کشور بلغارستان است.محسن احمدی سابقا سرمربی تیم ملی ووشو ترکیه بود.
وی در چندین دوره از مسابقات قهرمانی جهان از مدال‌اوران بخش تالو در فرم دوئلین و فرم های تک نفره بوده‌است.
محسن احمدی  اولین ووشو کار اصفهانی است که درتالو به تیم ملی راه یافت از اوایل ده هفتاد ورزشهای رزمی را شروع کرده و سال ۷۹ به تیم ملی راه یافت او تنها ووشو کاری است که در سه بخش ووشو (تالو -ساندا- دوئلین)مدال قهرمانی کشور دارد .وی در چندین دوره از مسابقات قهرمانی جهان و اسیا ماکائو،کانادا،ترکیه،ویتنام،مالزی،اندونزی،تایپه یکی از مدال اوران بخش تالو در فرم دوئلین بوده است .او اوایل ده هشتاد در بخش تالو در فرم های نان چوان نن دائو و نن گوئن برای تیم ایران در مسابقات مختلف به میدان رفته است.
محسن احمدی اولین لژیونر تیم ملی ایران بود که برای مربیگری تیم ملی بلغارستان راهی این کشور شد. در سال ۲۰۲۲ سرمربی تیم ملی ترکیه شد بعد از پایان قرار داد به بلغارستان برگشت 
محسن احمدی به عنوان کاپیتان تیم دوئلین و کاپیتان تیم تالو ایران توانسته بود دوئلین ایران را به یکی از قویترین تیمهای دنیا تبدیل کند تا جایی که در سال ۲۰۱۵ از طرف فدراسیون ووشو چین به این کشور دعوت شدند و به انها لقب گروه یاجو ( بهترین نمایش دهنده) داده شد و از آنها تقدیر کردند.